# Johann Christian Günther (Lyriker)

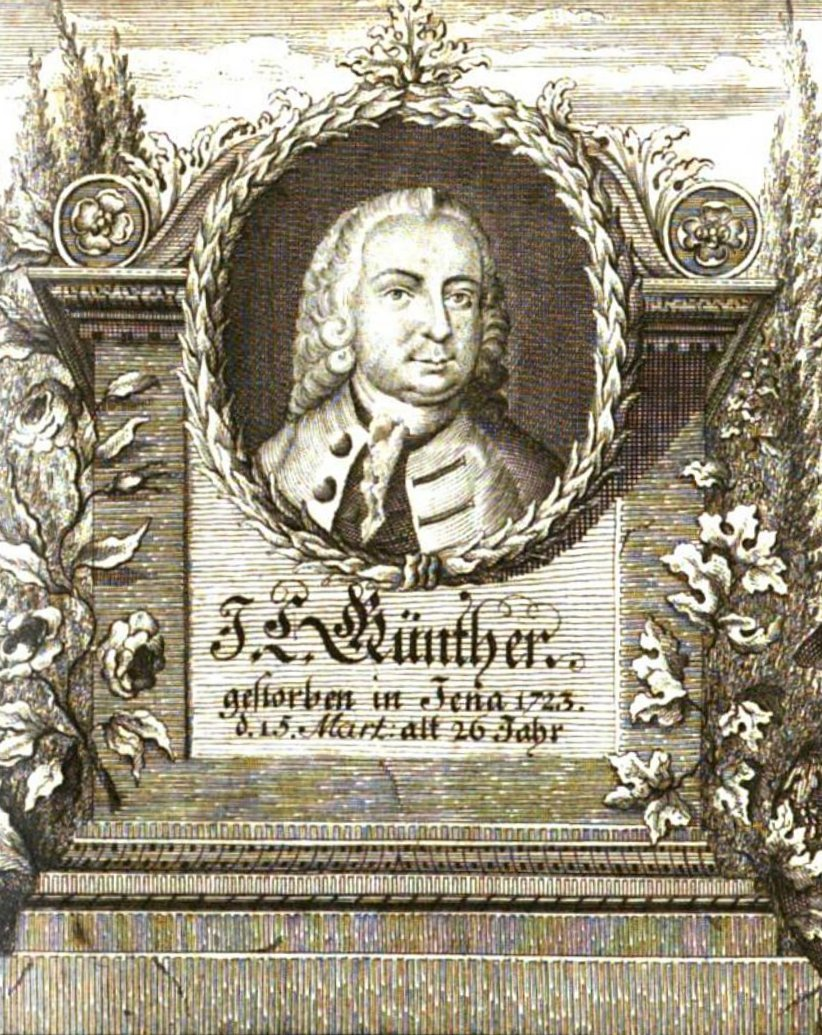
J. Christian Günther, Frontispiz der 6. Auflage seiner Gedichte, Meyer, Breslau und Leipzig 1764

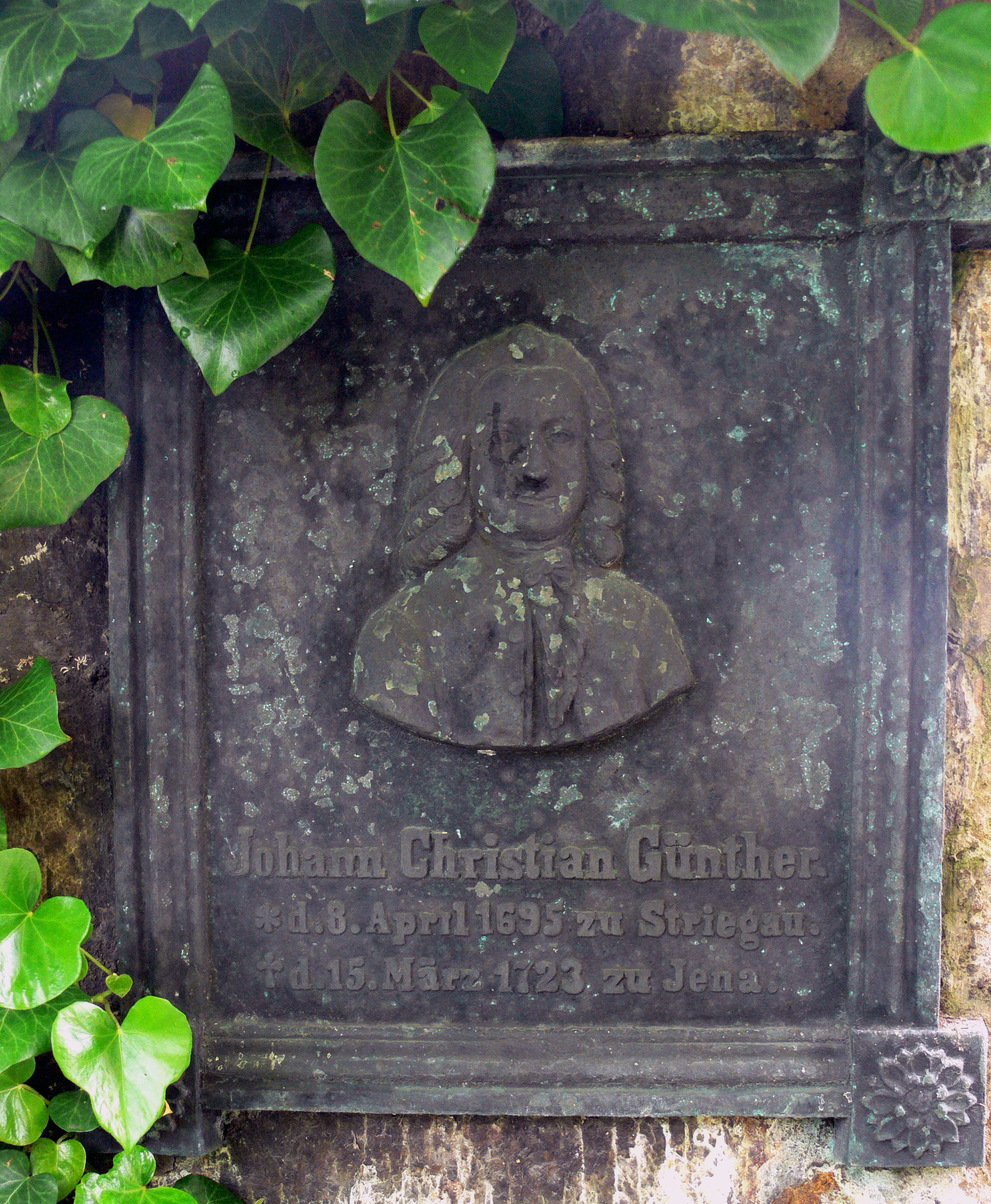
Gedenktafel auf dem Jenaer Johannisfriedhof, Zustand 2010; Abgüsse dieser Tafel befinden sich an seinem Geburtshaus in Striegau und an dem Haus in Landeshut, wo er von 1721 bis 1723 lebte

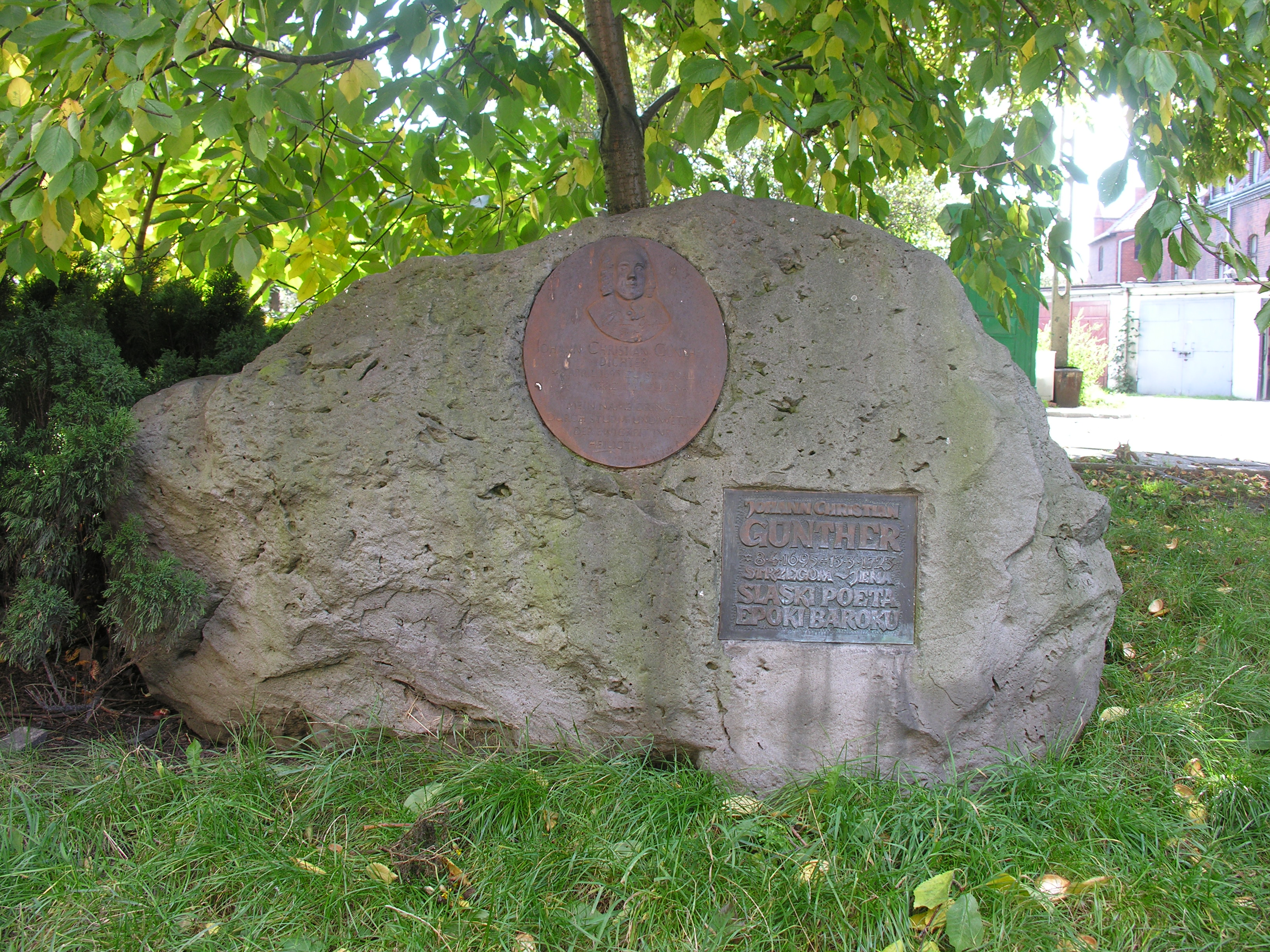
Gedenkstein in Striegau

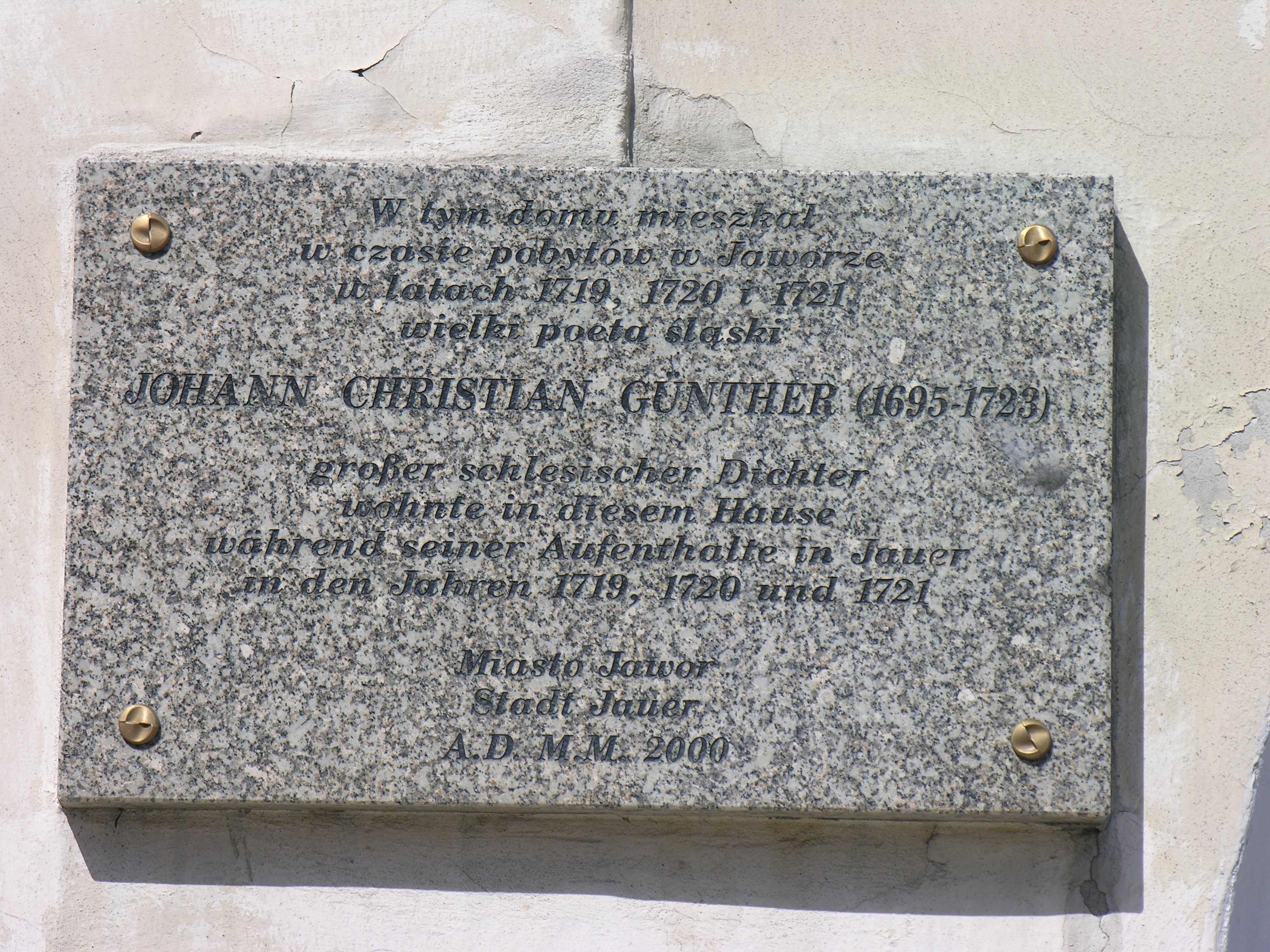
Gedenktafel an dem Haus in Jauer, in dem Günther 1719–1721 lebte

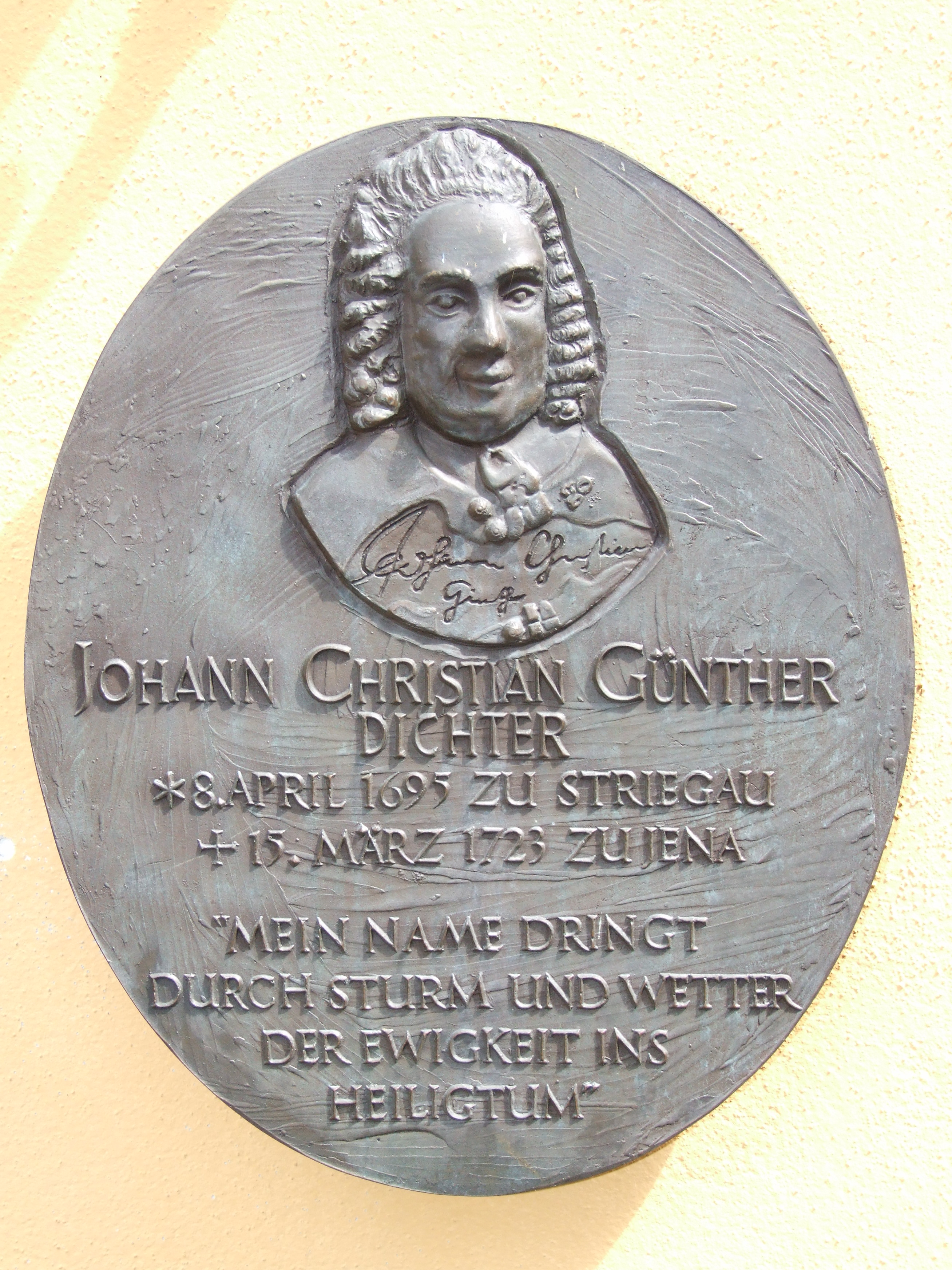
Gedenktafel am Haus Schlesien in Königswinter

Johann Christian Günther (* 8. April 1695 in Striegau, Schlesien; † 15. März 1723 in Jena) war ein deutscher Lyriker.

## Leben
Günther war der Sohn des verarmten Stadtarztes Johann Günther und dessen Frau Anna Eichbänder. Anfangs wurde er von seinem Vater unterrichtet, da Privatlehrer zu teuer waren. Von 1710 bis 1715 besuchte er das Gymnasium in Schweidnitz, wo dessen Rektor Johann Christian Leubscher sein literarisches Talent erkannte und förderte. Als Zwölfjähriger nahm er 1707 an den später verbotenen evangelischen Kinderandachten der Betenden Kinder teil; über das Jugenderlebnis schrieb er ein Gedicht. Als einziger Schüler in der Geschichte des Gymnasiums durfte Günther am Ende seiner Schulzeit auch sein Jugenddrama „Die von Theodosio bereute Eifersucht“ aufführen. Er verlobte sich mit Magdalena Eleonore Jachmann, der „Leonore“ seiner späteren Gedichte.
Im Jahre 1715 nahm er, dem Wunsch des Vaters folgend, ein Medizinstudium zuerst in Frankfurt an der Oder, dann in Wittenberg auf. Es kam zum Zerwürfnis mit dem Vater, da dieser seine Absicht, seinen Lebensunterhalt als Dichter zu bestreiten, strikt ablehnte. 1716 ließ sich Günther zum „Poeta laureatus Caesareus“ krönen. Infolge der damit verbundenen finanziellen Aufwendungen kam er 1717 ins Schuldgefängnis.
Noch im selben Jahr 1717 immatrikulierte er sich an der Universität Leipzig. Er wurde von dem Schriftsteller und Historiker Johann Burckhardt Mencke gefördert, der von Günthers bedeutender Begabung überzeugt war, dem es aber 1719 nicht gelang, ihm eine Stelle als Hofdichter Augusts des Starken in Dresden zu beschaffen. Ein Versuch, sich 1720 als Arzt in Kreuzburg in Schlesien niederzulassen, misslang, ebenso die Bemühung um eine Aussöhnung mit dem Vater. In der Folge lebte Johann Christian Günther als Gast bei den Familien verschiedener Studienfreunde. Er kehrte 1723, bereits krank, nach Jena zurück, wo er 27-jährig an Tuberkulose starb.

## Bedeutung
Günther gilt als bedeutendster deutscher Lyriker des frühen 18. Jahrhunderts. Formal dem Zeitalter des Barocks zuzuordnen, ist er wegen der starken inneren Bewegtheit und ausgesprochener individueller Prägung seiner Literatur als Vorläufer der Aufklärung zu bezeichnen. Dies folgt unter anderem aus der Tatsache, dass Günther mit Schriften von Christian Thomasius, Gottfried Wilhelm Leibniz und des Christian Wolff in Berührung gekommen sein muss. Dadurch wurde zwar nicht sein Traditionsbewusstsein verändert, doch prägten jene Philosophen seine Auffassung zu Autorität, Lehre und Religion.
Berühmt zu seiner Zeit wurde er durch seine „Ode auf den Frieden von Passarowitz“ von 1718. Ein Jahr nach seinem Tod erschienen „Johann Christian Günthers aus Schlesien, Theils noch niegedruckte, theils schon herausgegebene, Deutsche und Lateinische Gedichte“, die seinen Nachruhm begründeten. Die erste Gesamtausgabe seiner Werke von 1742 erlebte sechs Auflagen; Wilhelm Krämer brachte von 1930 bis 1936 eine historisch-kritische Gesamtausgabe heraus. Goethe urteilte in seinem Werk Dichtung und Wahrheit: „Ein entschiedenes Talent, begabt mit Sinnlichkeit, Einbildungskraft, Gedächtnis, Gabe des Fassens und Vergegenwärtigens, fruchtbar im höchsten Grade, rhythmisch bequem, geistreich, witzig und dabei vielfach unterrichtet.“
Die Encyclopædia Britannica nennt Günther „one of the most important German lyric poets of the period between the Middle Ages and the early Goethe.“

## Ausgaben
- Gedichte von Johann Christian Günther. Hrsg. Berthold Litzmann. Reclam, Leipzig 1897; wieder ca. 1910[2]
- Sämtliche Werke. Historisch-kritische Gesamtausgabe. Hrsg. Wilhelm Krämer. Leipzig 1930 ff. Bibliothek des Literarischen Vereins Stuttgart.[3]
- Johann Christian Günther Gedichte und Studentenlieder, hrsg. von Hans Marquardt und Horst Wandrey, Leipzig 1962 (u.ö.)
- Schlesische Dichtung der Barockzeit. Von M.A.v. Löwenstern bis J.Ch. Günther. Hrsg. von Leopold Brachmann und Paul Alfred Kleinert, Textauswahl von Günther, Wien/Berlin 1994, S. 52 ff.
- Werke. Hrsg. Reiner Bölhoff und Conrad Wiedemann. Bibliothek der frühen Neuzeit. Zweite Abteilung: Literatur im Zeitalter des Barock, 10. Deutscher Klassiker Verlag, Frankfurt 1998[4]. Bibliothek deutscher Klassiker, 153. ISBN 3-618-66520-2 und ISBN 3-618-66525-3 Mit Literaturverzeichnis.
- Textkritische Werkausgabe. 4 Bände; Texte und Quellendokumentation. Edition Niemeyer. Hrsg. Reiner Bölhoff. de Gruyter, Berlin 2014[5] ISBN 978-3-11-029520-7 und weitere ISBNs.

## Bibliographie
- Reiner Bölhoff: Johann Christian Günther 1695–1975. Literatur und Leben N.F., 19. Böhlau, Köln 1980–1983. Zugleich Diss. phil. Albert-Ludwigs-Universität, Freiburg 1978

1. Kommentierte Bibliographie ISBN 3-412-03580-7
2. Schriftenverzeichnis ISBN 3-412-04482-2
3. Rezeptions- und Forschungsgeschichte ISBN 3-412-05081-4